# V Región Militar
La V Región Militar, también conocida como Capitanía General de Aragón, corresponde a una subdivisión histórica del territorio español desde el punto de vista militar en cuanto a la asignación de recursos humanos y materiales con vistas a la defensa. Su función básica era la vigilancia de los Pirineos Centrales.

## Jurisdicción territorial
Originariamente, la Capitanía General de Aragón englobaba solamente a las tres provincias aragonesas: Zaragoza, Huesca y Teruel.: 77  Desde 1893, incluyó además las provincias castellanas de Soria y Guadalajara,: 122  perdiendo Guadalajara en la reorganización de 1942.: 194  Hasta su desaparición en 1984,: 237  la sede de la Capitanía General se encontraba en Zaragoza, que a la postre era la capital regional y una importante ciudad.

## Historia

### Orígenes
La división de España en Capitanías Generales data de 1705, cuando se ajustaron a los antiguos reinos que constituían la Monarquía Hispánica. Se trataban de trece regiones: Andalucía, Aragón, Burgos, Canarias, Castilla la Vieja, Cataluña, Extremadura, Galicia, Costa de Granada, Guipúzcoa, Mallorca, Navarra y Valencia. 
Esa organización fue múltiples veces reformulada durante la construcción del estado liberal en España a largo del siglo XIX. En 1898 se volvió a dividir el territorio peninsular en siete nuevas Regiones Militares, a la vez que se constituyeron las Comandancias Generales de Baleares, Canarias, Ceuta y Melilla. Finalmente, en 1904 se crearon las modernas regiones militares, que abandonaron finalmente los nombres tradiciones en favor del esquema numérico.

### Siglo XX
Tras la proclamación de la Segunda República, un decreto gubernamental disolvió las regiones militares y las sustituyó por las Divisiones Orgánicas. En julio de 1936, antes del estallido de la guerra civil española, desempeñaba la jefatura de la V División Orgánica el general Miguel Cabanellas Ferrer. La Región Militar aragonesa fue restablecida el 3 de abril de 1938, que en base recuperaba las funciones y competencias de la desaparecida V División Orgánica. Su primer jefe fue el general gobernador militar de Zaragoza, Francisco Rañoy Carvajal.

"...Dispongo que las provincias que comprenden la actual demarcación Territorial de la Quinta División Orgánica, constituyan en lo sucesivo la Quinta Región Militar, de cuyo General dependerán las fuerzas y servicios que le estén afectos..."
Dado en Burgos, a treinta y uno de marzo de mil novecientos treinta y ocho. II Año Triunfal. 

Regiones militares de España en 1960

Esta restauración de competencias se hacía después del hundimiento republicano del Frente de Aragón hacía escasamente un mes, con el comienzo de la Ofensiva franquista de Aragón. En julio de 1939, tras finalizar la guerra civil española, a la V Región se asignó el V Cuerpo de Ejército con dos divisiones: la 51.ª (Zaragoza) y la 52.ª (Jaca).
Durante el fallido Golpe de Estado del 23-F la Capitanía General de Zaragoza, bajo el mando del Teniente general Elícegui Prieto, adquirió una importancia especial porque ese día se encontraban en la capital aragonesa varias unidades de la División Acorazada Brunete realizando prácticas de tiro. Dado que en la División acorazada había un importante núcleo de oficiales conspiradores se tenía un gran temor a posibles complicaciones en la zona. No obstante, durante el 23-F la región militar permaneció en total calma.
Tras la llegada al poder de Felipe González, tuvo lugar una profunda reestructuración de las Fuerzas Armadas de España y, transcurridos los años, la Región Militar desapareció a todos los efectos en 1984, a crearse la Región Pirenaica Oriental, que englobaba las provincias de Cataluña y Aragón.: 237  y tenía como capital Barcelona. Las Regiones Militares españolas acabaron desapareciendo con el Real Decreto de 6 de septiembre de 2002 en el marco de una nueva reorganización de las fuerzas del Ejército de Tierra.

## Mandos
| Segunda República - 1931-1932: Leopoldo Ruiz Trillo - 1932-1935: José Sánchez-Ocaña Beltrán - 1936: Miguel Cabanellas Ferrer Dictadura franquista - 1939-1945: José Monasterio Ituarte - 1945-1949: Juan Bautista Sánchez González - 1949-1953: Álvaro Sueiro Vilariño - 1953-1954: Francisco Franco Salgado-Araujo - 1954-1961: Manuel Baturone Colombo - 1961-1962: Luis Zanón Aldalur - 1963-1964: Mariano Alonso Alonso - 1964-1965: César Mantilla Lautrec | - 1965-1967: Enrique Inclán Bolado - 1967-1968: Emilio de la Guardia Ruiz - 1968: Fernando González-Camino y Aguirre - 1968-1970: Carlos Ruiz García - 1970-1971: Gonzalo Fernández de Córdoba y Ziburu - 1971-1974: Joaquín Bosch de la Barrera - 1974-1975: Manuel de Lara de Cid Reinado de Juan Carlos I - 1975-1977: Manuel de Lara de Cid - 1977-1978: Manuel Cabeza Calahorra - 1978-1981: Antonio Elícegui Prieto - 1981-1983: Luis Caruana Gómez de Barreda - 1983 (mayo-noviembre): Luis Sáez Larumbe - 1983-1984: Manuel Álvarez Zalba - 1984-1986: Baldomero Hernández Carreras (último) |

## Organización
La V Región Militar tenía una importante guarnición, cuya misión era defender el Pirineo Central. Las principales fuerzas acuarteladas en esta Región Militar eran la BRIDOT V y la Brigada de Infantería de Alta Montaña, cuyas unidades eran, en febrero de 1981:
BRIDOT V (Brigada de Infantería de Defensa Operativa del Territorio V):
- Cuartel general. Zaragoza.
- Regimiento de Infantería Las Navas n.º 12. Zaragoza.
- Regimiento de Infantería Barbastro n.º 43. Barbastro (Huesca).
- Plana Mayor Reducida (PLMR) del Regimiento de Infantería Tarifa n.º 33. Huesca.
- COE N.º 51. Zaragoza. Adscrita al Regimiento Las Navas n.º 12.
- COE N.º 52. Barbastro (Huesca). Adscrita al Regimiento Barbastro n.º 43.
- GLC V. Zaragoza.
- RACA n.º 20. Zaragoza.
- Batallón Mixto de Ingenieros V. Zaragoza.
- Agrupación Mixta de Encuadramiento n.º 5. Zaragoza.

Brigada de Infantería de Alta Montaña
- Cuartel general. Jaca (Huesca).
- Regimiento de Cazadores de Alta Montaña Galicia n.º 64. Jaca, con un Batallón en Sabiñánigo (Huesca).
- Regimiento de Cazadores de Alta Montaña Valladolid n.º 65. Huesca.
- RACA n.º 29. Huesca.
- Agrupación Mixta de Ingenieros de Alta Montaña. Huesca.
- Grupo Logístico. Jaca (Huesca).
- Unidad de Veterinaria. Huesca.